# Voitsberg
El municipio de Voitsberg es la capital del Distrito de Voitsberg, en Estiria.

## Historia
Se han hallado restos pertenecientes al neolítico en las proximidades de los asentamientos pertenecientes a los celtas. Voitsberg posteriormente se convertiría en una colonia con la llegada de los romanos a la región, sospechándose que se asentaron alrededor del primer o segundo siglo en las zonas aledañas, incluso en varias piedras se encontraron inscripciones con los nombres, origen y ocupación de los romanos. Aproximadamente en el año 600 hubo una gran población de eslavos, quienes le dieron nombre a los ríos, arroyos y montañas en su idioma.
La primera localidad cercana a la Iglesia de Margarethen era Zederniza, que fue la primera población de Voitsberg. La iglesia se construyó gracias a la financiación del municipio de Sankt Lambrecht desde el año 1103 y aparece con el nombre de «St Margarethen Zederniza» en el año 1151. Geoffrey de Dümstein será quién comenzará, de modo ilegal, la construcción de un castillo en 1183, el «Castrum Voitesperch», según se menciona en un documento. Posteriormente el nombre derivará en Voytsberch, para finalmente deformarse en Voitsberg en el año 1224.

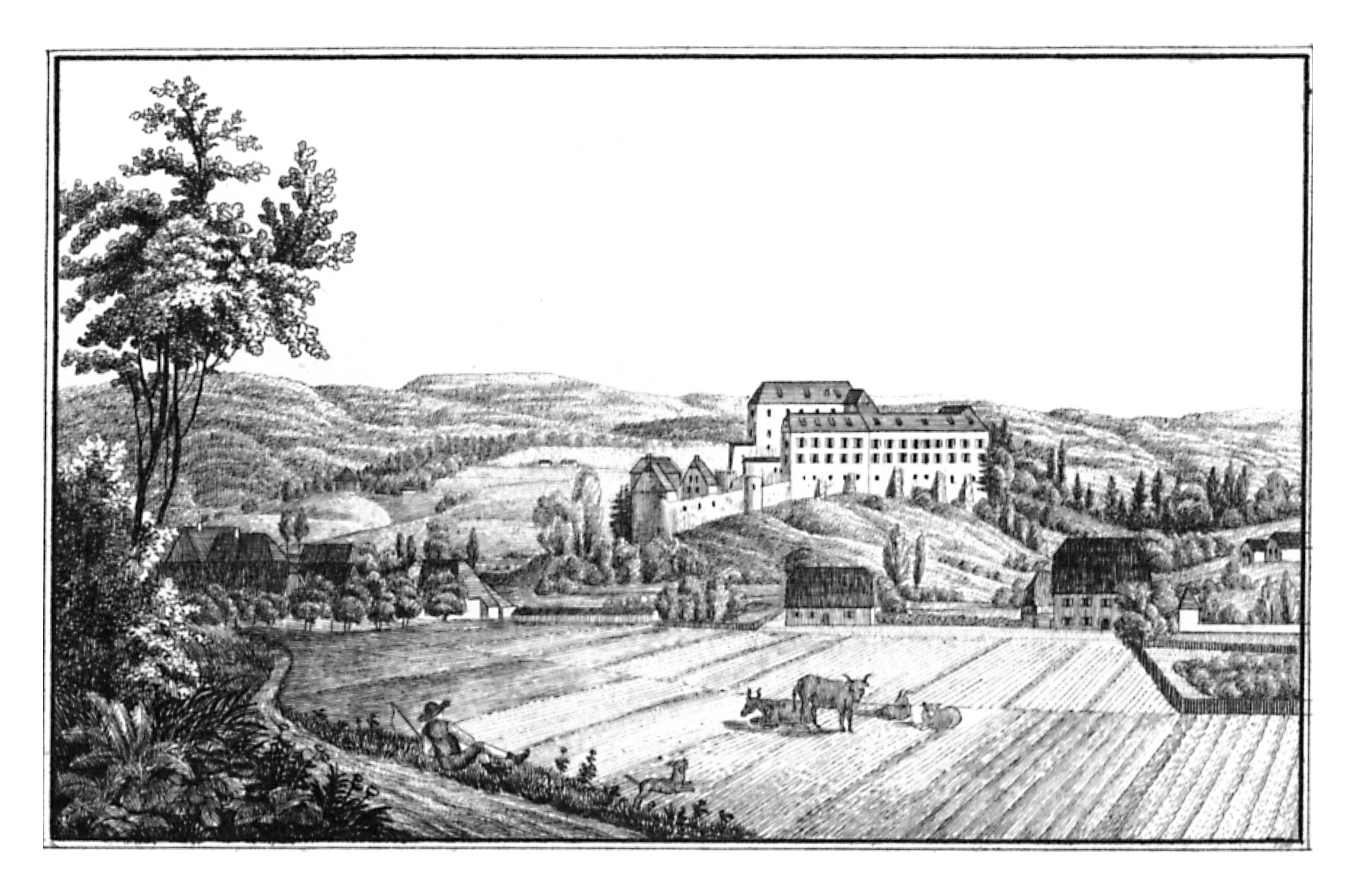
Litografía del Castillo Greissenegg de Voitsberg en 1830.

En 1245 se menciona por primera vez a Voitsberg como un "foro y civitas", es decir, como una ciudad mercado. Como prueba de ello, el castillo poseía cuatro entradas, una jurisdicción de justicia propia que castigaba ciertos delitos con la pena de muerte. Para 1292 hay un documento sellado con el escudo de la ciudad, con una montaña con tres espigas de trigo y una torre redonda con un tejado puntiagudo. El 15 de marzo de 1307 gracias al duque Federico el Hermoso, la ciudad de Voitsberg firmó la "carta de libertad", la cual le concedía los mismos derechos que la ciudad de Graz.
Además ser azotada por la peste, la ciudad tuvo grandes inundaciones, como la del año 1385, y frecuentes incendios, como los de los años 1338, 1363, 1401, 1435; con diversos reveses económicos.
En 1858 Voitsberg constaba de 131 casas, con una población cercana a las mil cuatrocientas personas y, para 1900 había 250 casas y contaba con 3 224 habitantes. A partir del 1 de octubre de 1891, Voitsberg se convierte en la sede del distrito, ya en 1900 se construye el palacio de justicia y un año después, el hospital local.

## Geografía
Voitsberg se encuentra al sur de Austria cercana a la ciudad de Linz y de Graz, a las orillas del municipio se encuentra el río Tregistbach.

## Política
La ciudad de Voitsberg se encuentra "hermanada", es decir, que posee asociaciones con diversas ciudades europeas. El hermanamiento con San Martino de Buon Albergo, en Italia, se ratificó en el año 1997, acompañado de diversas actividades culturales, deportivas y económicas. En 1994, Voitsberg tuvo un primer acercamiento con la ciudad de Lesnica en Polonia, hermanándose con la misma en el año 2000 cuando el alcalde Ernst Meixner recibió la Medalla al Mérito de Leisnica.
Además, la ciudad de Voitsberg posee relaciones amistosas con la ciudad de Hersbruck en Alemania.

## Cultura
Las Ruinas Obervoitsberg son unas ruinas pertenecientes al antiguo castillo local donde se ofrecen variadas actividades culturales cuenta con un escenario principal y dos plateas, además posee un comedor al aire libre. El castillo fue construido alrededor del año 1170 por Gottfried von Dürnstein, las partes que aún se encuentran en pie son de aproximadamente el siglo XIV hasta el siglo XVIII. Anualmente, allí se realiza el festival Burghofspiele.
También están las Ruinas de Krems, construidas a mediados del siglo XII hasta el siglo XV y VI, propiedad de los condes de Montfort y reconstruidas por la familia Herbersteins entre 1589 y 1626. En los últimos años se han efectuado tareas de renovación en la misma.